# Мулдакаєво (Бєлорєцький район)
Мулдака́єво (рос. Мулдакаево, башк. Мулдаҡай) — село у складі Бєлорєцького району Башкортостану, Росія. Входить до складу Ассинської сільської ради.
До 17 грудня 2004 року село було центром окремої Мулдакаєвської сільради.
Населення — 192 особи (2010; 226 в 2002).
Національний склад:
- башкири — 97%